# Gogane
Gogane (nep. गोगने) – gaun wikas samiti w środkowej części Nepalu w strefie Narajani w dystrykcie Makwanpur. Według nepalskiego spisu powszechnego z 2001 roku liczył on 893 gospodarstw domowych i 5140 mieszkańców (2579 kobiet i 2561 mężczyzn).